# Rue du Pavillon (Bruxelles)
Pour les articles homonymes, voir Rue du Pavillon.
La rue du Pavillon (en néerlandais : Paviljoenstraat) est une rue bruxelloise de la commune de Schaerbeek qui va de la rue des Palais à la place du Pavillon en passant par la rue Stephenson, la rue Van Schoor et la rue Vanderlinden.
La numérotation des habitations va de 1 à 131 pour le côté impair et de 2 à 96 pour le côté pair. Les numéros 2 et 4 sont sur la commune de Bruxelles-ville.
Il semble que le nom de Pavillon fasse référence à un abri pour garde-barrière de la ligne de chemin de fer Bruxelles-Malines.

## Adresses notables
à Bruxelles-ville :

- no 4 : Amart sa

à Schaerbeek :

- no 47 : Ancienne synagogue Simon & Lina Haïm
- no 82 : Pharmacie du Pavillon

## Synagogue Simon et Lina Haïm
Localisation : 50° 52′ 10″ N, 4° 22′ 00″ E

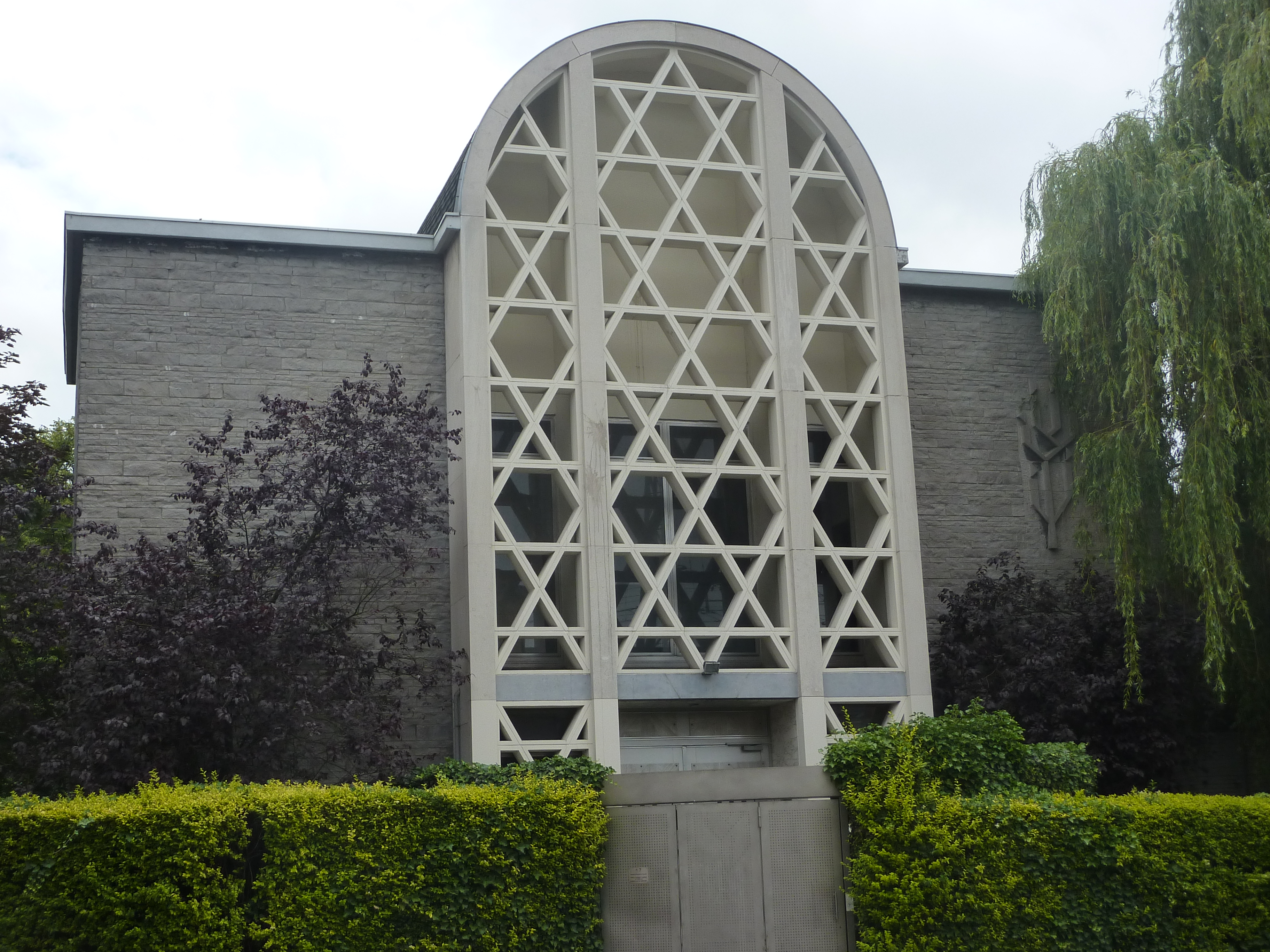
La synagogue Simon & Lina Haïm

Au no 47 de la rue du Pavillon se trouvait un édifice religieux du culte israélite sépharade : la synagogue Simon et Lina Haïm.
L'acquisition du terrain nécessaire et la construction de la synagogue furent permises grâce aux dons de nombreux Juifs Sépharadim et avec l'aide des mécènes Simon et Lina Haïm qui lui ont donné leur nom.
La construction de cette synagogue de style moderne commence en décembre 1966 suivant les plans de l'architecte Remy Van der Looven. L'inauguration officielle a lieu le 20 décembre 1970,.
La façade avant du bâtiment en béton blanc ajouré s'inspire de l'étoile de David.
L'arc en plein-cintre de la façade se prolonge jusque sous la toiture et permet de faire entrer un maximum de lumière à l'intérieur de l'édifice.
Les ornements religieux sont de type oriental.
La synagogue a été revendue en 2017. Le bâtiment n'est plus un lieu de culte.
La commune de Schaerbeek abritait une seconde synagogue, la synagogue orthodoxe ashkénaze Ahavat Shalom rue Rogier.